# Ріст бактерій

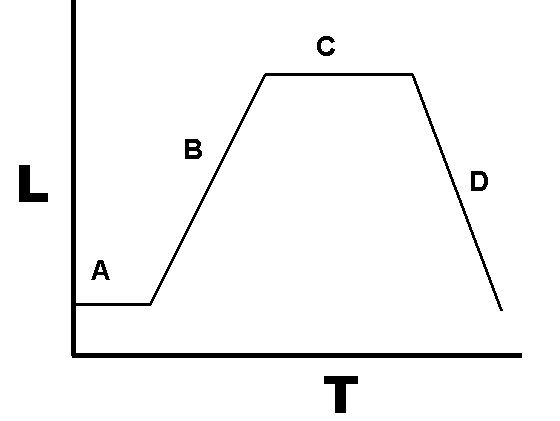
Діаграма росту показує зміну L (логарифм щільності бактерій) з часом T

Ріст бактерій — процес, при якому при поділі клітини з кожної бактеріальної клітини виникає дві дочірні бактерії — клони. В результаті виникає локальне подвоєння числа бактерій. Не обов'язково обидві дочірні клітини виживають, проте, якщо число бактерій, що виживають, у середньому більше за одиницю, відбувається експоненційне зростання бактерійного населення. Вимірювання кривої такого експоненційного зростання числа бактерій традиційно було частиною навчання всіх мікробіологів.
У популяційній екології, бактеріальний ріст може бути промодельованим за допомогою чотирьох фаз: лаг-фази (A), фази експоненційного росту (B), стаціонарної фази (C), і фази деградації або передсмертної фази (D).
1. Протягом лаг-фази, бактерії адаптуються до умов зростання. Це — період, де індивідуальні бактерії пристосовуються до навколишнього середовища і ще не здатні ділитися.
2. Протягом експоненційної фази, число нових бактерій, що з'являються за одиницю часу, пропорційне до розміру популяції. Це означає класичне експоненційне зростання, за якого логарифм числа бактерій підвищується лінійно з часом (див. зображення). Фактична швидкість такого зростання (тобто нахил кривої на зображенні) залежить від умов зростання, які впливають на частоту подій поділу клітини і ймовірність виживання дочірніх клітин. Експоненційне зростання не може продовжуватися невизначено, тому що поживні речовини скоро виснажуються.
3. Протягом стаціонарної фази, темп приросту уповільнюється в результаті виснаження поживних речовин і накопичення отруйної продукції. Ця фаза означає виснаження ресурсів, доступних до бактерій.
4. Протягом фазі деградації, бактерії залишаються без поживних речовин і вмирають.

Фактично ці фази не так добре визначені, а крива значно більше гладка. Бактеріальний ріст може бути зупиненим басткріостатичними речовинами без обов'язкового знищення бактерій. У популяційній екології, де розглядається більш ніж один вид бактерій (мікробів), їх зростання динамічніше і безперервне.

## Ресурси Інтернет
- An examination of the exponential growth of bacterial populations
- Science aid: Microbial Populations
- Кривая роста, Кафедра физиологии растений МГУ